# Banjaran Crocker
Le Banjaran Crocker ou chaîne Crocker est un massif montagneux situé dans la partie septentrionale de Bornéo, en Malaisie. Il culmine au mont Kinabalu, à 4 095 mètres d'altitude, le point culminant du pays et de l'île. Ce sommet est classé dans le parc national du Kinabalu depuis 1964 et une partie supplémentaire du massif est protégée au sein du parc national du Banjaran Crocker depuis 1984.